# Dolores Hernández
Dolores Hernández Monzon (Veracruz, 21 maggio 1997) è una tuffatrice messicana.

## Carriera
Ha gareggiato ai Giochi Panamericani 2015, dove ha vinto una medaglia d'oro nei tuffi sincronizzati trampolino di 3 metri insieme a Paola Espinosa e una medaglia di bronzo dalla stessa altezza in quella individuale.
Ha partecipato ai campionati mondiali di nuoto 2015.

## Palmares
- Giochi Panamericani

Toronto 2015: oro nel sincro 3m e bronzo nel trampolino 3m.
Lima 2019: argento nel trampolino 3m e bronzo nel sincro 3m.
- Giochi CAC

Veracruz 2014: oro nel trampolino 1m, nel trampolino 3m e nel sincro 3m.
- Universiadi

Taipei 2017: oro nel trampolino 1m.